# Alexander Noyes
Alexander Crawford Noyes (nacido el 21 de mayo de 1986) es el exbatería de la banda pop/rock estadounidense Honor Society. Alexander fue el batería de la banda pop Jonas Brothers desde mayo del 2005 y buena parte del año 2006, pero lo dejó para poder seguir con sus estudios universitarios, según afirmó en una entrevista.

## Biografía
Noyes nació en Wayne, Nueva Jersey el 21 de mayo de 1986. Atendió al Eastern Christian High School junto al corista y guitarrista de los Jonas Brothers, Kevin Jonas. 
La banda a la que se unió posteriormente (Honor Society) grabó una serie de episodios para entretener a sus fanes llamados The Gentlemen's Club que tuvieron lugar en su casa de NJ. 
Su hermana se llama Chelsea, su madre Sue y su perro Willis. Su padre, Thomas G. Noyes, murió el 11 de febrero de 2010.

## En la música
Entre 2005 y 2006, Alexander Noyes formó parte de la banda estadounidense Jonas Brothers en la que era batería. Durante esos años fue por primera vez en gira cantando en varios locales por el país. 
A mediados de 2006 Alexander dejó los Jonas Brothers para dedicarse de lleno a sus estudios universitarios, a pesar de que poco tiempo más tarde se uniría a la banda Honor Society y dejaría de lado los estudios de nuevo. 
Con Honor Society sacó su primer EP, "A tale of risky business" así como su primer CD, " Fahionably Late", el 15 de septiembre de 2009.
A partir de 2008 participó junto a la banda en diferentes bandas sonoras de películas y recopilaciones como en Disneymanía 7 con "Real Gone", la banda sonora de "Bandslam" con la canción "Where are you now" o "Magic" para la banda sonora de la serie y película de "Los Magos de Waverly Place". 
En el verano de 2009, Honor Society hizo dos giras simultáneamente. Honor Society fueron los teloneros de los Jonas Brothers World Tour 2009 en su parte nortamericana, a su vez, hicieron su primera gira a nivel nacional llamada Full Moon Crazy Tour. 
A partir del 19 de septiembre de 2009 comenzó junto a la banda su segundo tour para presentar su CD, llamada Fashionably Late Tour. 
En 2010 participarían en el Shock Value II Tour de Timbaland como teloneros, así como en su propia gira llamada Here comes trouble tour. 
En 2011 preparó con Honor Society el segundo álbum de la banda.